# وصولية
الوصولية (بالفرنسية: Arrivisme)‏ تدل على السلوك الاجتماعي الذي يمارسه الفرد عندما يكرس كل نشاطه الاجتماعي لهدف الترقي في المنصب، رغم قلة كفائته وعدم استعداده لتنفيذ المتطلبات المعروضة عليه، وهي شكل من الأنانية في الميدان المهني. الوصوليون يبيحون لأنفسهم استخدام جميع الوسائل للوصول لأعلى المراكز ولو على حساب الآخرين. يتملقون ويتقربون من رب العمل بحجة إنهم الأفضل. لهم أسلوبهم في استمالة المسؤول لا يدخرون جهدا لإثبات تفوقهم وإن داسوا على زملائهم في العمل.

## تفسير علمي
يعرف علم النفس الوصولي بالشخص الذي يضع نفسه في المقدمة من دون تردد أو خجل أو شعور بالذنب، وهو الذي يحرص على عدم التراجع مهما كانت العواقب، ويقدم على فعل أي شيء من دون أن يردعه رادع، لا يهتم الوصولي بالعمل الجماعي، وهو يضع نصب عينيه استمالة قائده من دون غيره، معتبرا أن الغاية تبرر الوسيلة وأن النجاح في الوصول هو الذي يكسبه احترام الآخرين ويمنحه المكانة الاجتماعية التي يريد. ومع ذلك فهو يشعر بأنه مهدد ومستهدف.

## الوصولية والسياسة
يقول الأكاديمي سليم الحص:
«عرفت المحترف السياسي ذات مرة بالقول: إنه ذاك الذي يسعى للوصـول إلى السلطة، وإذا وجد داخل السلطة فهو يسعى للبقاء فيها، وإذا خرج أو أخرج من السلطة فهو يسعى إلى العودة إليها . بناء على كل ذلك فإن التوأمة بين السياسة والوصولية يجب أن لا تؤخد على أنها مذمة في كل الحالات.»